# Ivan Graziani
Pour les articles homonymes, voir Graziani.
Ivan Graziani (né le 6 octobre 1945 à Teramo et mort le 1er janvier 1997  à Novafeltria) est un chanteur et auteur-compositeur-interprète italien. Doté d'un timbre de voix caractéristique, presque un fausset. Après des débuts plutôt difficiles il conquiert le grand public avec Lugano Addio (1977), en tête du hit parade pendant plusieurs semaines. Agnese, dolce Agnese (1978) et Firenze (canzone triste) (1980) sont d'autres succès.

## Biographie

### Ses débuts et les Anonima Sound
Grand passionné de musique et de dessin, il commence à jouer de la guitare à l'adolescence dans quelques groupes musicaux de la région des Abruzzes en Italie, parmi lesquels Nino Dale and His Modernists (auquel il dédiera une chanson des années plus tard), groupe mené par Nino Dale (pseudonyme de Francesco D'Alessandro). À la fin des années 1960 il obtient un diplôme d'arts graphiques à Ascoli Piceno et par la suite il fréquente l' Académie des Beaux Arts de Urbino, dans la section peinture.
En 1966 il fonde le groupe Anonima Sound (it), avec lequel il participe en 1966 au Festival de Bellaria et au Cantagiro en 1968 avec la chanson Parla tu puis également l'année suivante avec Josephine.

### Ses premiers disques en solo et son activité de musicien de studio
Ivan Graziani quitte les Anonima Sound fin 1970 car il part faire son service militaire, au terme duquel, en 1972 il épouse Anna Bischi  et entreprend une carrière solo, sortant quelques 45 tours et se consacrant à la bande dessinée.
Son premier album solo, La città che io vorrei (La ville que je voudrais), date de 1973 (et réédité en 1980 sous le titre Ivan Graziani special), puis Desperation, publié l'année suivante avec des textes en anglais, et l'album instrumental Tato Tomaso's Guitars (produit par Pippo De Rosa et publié par Dig-It (it), MS 0006), en hommage à sa femme Anna à l'occasion de la naissance de son fils Tommaso, distribué à peu d'exemplaires.
À la même période il collabore comme musicien de studio et auteur avec des artistes comme Herbert Pagani (dans l'album Megalopolis de 1973), la Premiata Forneria Marconi (avec laquelle il collabore au titre From Under, dans l'album de 1975 Chocolate Kings (en)), Marva Jan Marrow (it) (pour qui il joue de la guitare dans l'album Our Dear Angel, version anglaise de la chanson Il nostro caro angelo de Lucio Battisti), Gian Pieretti (it) (pour l'album Cianfrusaglie en 1975), Lucio Battisti (pour lequel il joue de divers instruments dans l'album Lucio Battisti, la batteria, il contrabbasso, eccetera (en)), Bruno Lauzi, Francesco De Gregori (dans Bufalo Bill (it)) et Antonello Venditti (dans l'album Ullalla (it)).

### Le succès
Après avoir signé un contrat avec la Numero Uno (label avec lequel il avait déjà travaillé avec les Anonima Sound), en 1976 il enregistre, au studio Il Mulino de Milan, l'album Ballata per quattro stagioni, dans lequel il reprend la chanson Il campo della fiera, une chanson de La città che io vorrei. Apprécié par la critique; il ne reçoit pourtant pas de succès populaire.
À travers ses études sur le folklore méditerranéen et américain, il soutient qu'il y a des éléments de la tradition des Abruzzes dans le rock'n'roll.
Suit en 1977 I Lupi qui contient un single Lugano addio avec lequel il se fait connaître du grand public.
En 1978 sort Pigro, album musicalement plus mûr, qui contient huit histoires de vies brisées par la paresse intellectuelle et par l'indolence, dans lequel il y a des ballades comme Pigro, Monna Lisa, Paolina, Gabriele D'Annunzio.
En 1979 c'est le tour de Agnese dolce Agnese contenant le morceau Agnese, qui reprend le thème du Rondò de la sonatina in Sol maggiore op. 36 n. 5 de Muzio Clementi  ainsi que Taglia la testa al gallo, Fuoco sulla collina, Dr Jekyll & Mr. Hyde et Canzone per Susy.
En 1980 un autre succès avec l'album Viaggi e intemperie et la chanson Firenze (canzone triste) la plus connue. Se distinguent également Isabella sul treno, Dada, Radio Londra, Angelina et Tutto questo cosa c'entra con il Rock & Roll.
Toujours en 1980 il enregistre un Q disc avec Ron et Goran Kuzminac, intitulé Q-Concert, avec un nouveau titre, Canzone senza inganni, spécialement écrit par les trois, de cette collaboration naît une tournée.
L'année suivante Graziani publie une nouvelle œuvre Seni e coseni, où sont représentés les deux aspects de sa personnalité; des chansons dédiées comme Signorina, Cleo et Pasqua, laissent la place, sur la face B du disque, au rock mordant de Tigre, Digos Boogie, Oh mamma mia.
Après un direct datant de 1982 Parla tu (dans lequel il enregistre de nouveau la chanson homonyme du répertoire d'Anonima Sound), en 1983 est publié l'album Ivan Graziani  avec les chansons Il chitarrista, Signora bionda dei ciliegi et Navi.
En 1984 sort Nove dont deux titres se distinguent : Limiti (Affari d'amore) et Minù Minù.
En 1985 il participe pour la première fois au Festival de Sanremo avec le morceau Franca ti amo. En 1986, juste après la publication de Piknic, album anonyme, Graziani quitte la maison de disques Numero Uno.

### Les dernières années
En 1988, il publie le livre Arcipelago Chieti, un roman de 80 pages, basé sur ses expériences pendant son service militaire.
Ivan Graziani semble avoir perdu la veine créative qui l'avait inspiré et il faut attendre 1989 pour réentendre des morceaux comme Ivangarage, un album « dur »  sorte de retour à ses origines musicales. Graziani raconte encore les histoires habituelles de province avec des chansons comme Prudenza mai, Noi non moriremo mai, Un uomo et Radici nel vento.
En 1991 sort Cicli e tricicli, qui rencontre un certain succès auprès du public, et qui contient des chansons comme Kryptonite et Emily.
Il retourne à Sanremo en 1994 avec la chanson Maledette malelingue qui se classe 7e ; s'ensuit l'album Malelingue.
Le premier janvier 1997, à l'âge de 51 ans, Ivan Graziani meurt dans sa maison de Novafeltria, d'un cancer du côlon dont il souffrait depuis mars 1995.

Il est considéré comme étant 
« il primo cantautore rock della musica italiana »
— Corriere della Sera, 1 janvier 2017

« Le premier auteur-compositeur-interprète rock de la musique italienne »
— 1 janvier 2017
En 1999 sort la compilation commémorative Per sempre Ivan, qui contient des morceaux inédits et des chansons de Graziani interprétés par les artistes Renato Zero, Antonello Venditti, Biagio Antonacci, Umberto Tozzi e Alex Baroni.

## Albums posthume
La compilation Firenze-Lugano no stop publié en 2004 contient en plus des morceaux les plus connus de l'auteur - interprète, des inédits Giuliana et Il lupo e il bracconiere. Un autre titre inédit, Non credere, sort la même année en CD simple.
Le 28 août 2012 sort Tributo à Ivan Graziani distribué par Sony Music sous la forme d'un double . Il s'agit d'un hommage à Ivan Graziani coordonné par la journaliste Maria Laura Giulietti. Le premier CD contient des chansons de Graziani interprétées par d'autres artistes, tandis que le second est une collection de chansons interprétées par Graziani lui-même
En 2017, pour les vingt ans de sa mort est publiée une anthologie de  3 CD Rock e ballate per quattro stagioni,.
En février 2018, Casa Sanremo rend hommage à Ivan Graziani en nommant l'un de ses théâtres à son nom lors du 68e Festival de Sanremo.

## Premio Pigro
Son épouse Anna Bischi et de ses deux fils Tommaso et Filippo Graziani continuent à faire vivre le répertoire de l'artiste, fondant le Premio Pigro distinguant les groupes et les artistes émergents, arrivé en 2017 à sa 19e édition,.

## Autres œuvres

### Albums
- 1973: Desperation - En anglais (Freedom Records, FLPS 19705)
- 1973    : La città che io vorrei (Freedom Records, FLP 0201) - réédité en 1980 sous le nom Ivan Graziani - special (EMI Italiana)
- 1974: Tato Tomaso's Guitars (Dig-It, MS 0006)
- 1976: Ballata per quattro stagioni (Numero Uno, ZSLN 55687)
- 1977: I lupi (Numero Uno, ZPLN 34004)
- 1978: Pigro (Numero Uno, ZPLN 34028)
- 1979: Agnese dolce Agnese (Numero Uno, ZPLN 34055)
- 1980: Viaggi e intemperie (Numero Uno, ZPLN 34091)
- 1981: Seni e coseni (Numero Uno, ZPLN 34138)
- 1983: Ivan Graziani (Numero Uno, ZPLN 34192)
- 1984: Nove (Numero Uno, ZL 70348)
- 1986: Piknic (Numero Uno, PL 71037)
- 1989: Ivangarage (Carosello, CLN 25135)
- 1991: Cicli e tricicli (Carosello, CLN 25155)
- 1994: Malelingue (Carosello , CLN 25167)
- 1999: Per sempre Ivan (Sony Music, 494708-2)

### Q disc (4 titres)
- 1980: Q Concert (RCA Italiana, PG 33412 – Q Disc avec Ron et Goran Kuzminac (it))

### Best of
- 1985 : Musica tua - I grandi successi (Numero Uno, ZL 70643)
- 1989 : Segni d'amore (Carosello, CLN 25139; un titre inédit, La sposa bambina)
- 1990 : Personale di Ivan Graziani (RCA Italiana)
- 1994 : All the Best (RCA Italiana)
- 1997 : Antologia (Carosello, 300 600-2)
- 1998 : Gli anni 70 (Numero Uno)
- 1999 : The Best Of (Universal Music Italia, 3 259130 065824)
- 2000 : I miti musica: Ivan Graziani (RCA Italiana)
- 2004 : Firenze-Lugano no stop (BMG)
- 2007 : Le più belle di ... Ivan Graziani (RCA Italiana)
- 2010 : Ritratto (Triple CD) (Carosello)
- 2012 : Tributo à Ivan Graziani, anthologie de 2 CD
- 2017 :  Rock et ballate per quattro stagioni, anthologie de 3 CD

### Albums live
- 1982 : Parla tu (Numero Uno, ZPLN 34166; live)
- 1995 : Fragili fiori ... livan (Compagnia Generale del Disco :CGD, 0630 11000-2; live)

### Singles
- 1972 : Dropout/True true (Airplane Records, AD 2011; sous le pseudonyme Rockleberry Roll)
- Octobre 1973: Hi Jack/Give you all my love (Freedom Records, AD 2015 ; sous le pseudonyme Rockleberry Roll)
- 1973 : Longer is the beach/Without saying good-bye (Freedom Records, ADJ 2015; face A sous le pseudonyme Ivan & Transport; le morceau de la face B est joué par le groupe The Crazy guitars)
- 1976 : Ballata per quattro stagioni/E sei così bella (Numero Uno, ZN 50349)
- 1977 : I lupi/Lugano addio (Numero Uno, ZBN 7001)
- 1978 : Pigro/Paolina (Numero Uno, ZBN 7041)
- 1979 : Agnese/Taglia la testa al gallo (Numero Uno, ZBN 7123)
- 1980 : Firenze (canzone triste)/Angelina (Numero Uno, ZBN 7193)
- 1981 : Pasqua/Oh mamma mia (Numero Uno, ZBN 7222)
- 14 décembre 1981 - Lontano dalla paura/Grande mondo (RCA Italiana, PB 6561)
- 1982 : Parla tu/Fuoco sulla collina (Numero Uno, ZBN 7259)
- 1984 : Limiti (affari d'amore)/Geraldine (Numero Uno, ZBN 7373)
- 22 janvier 1985 - Franca ti amo/Vento caldo (Numero Uno, PB 6803)
- 1989 : La sposa bambina/Lugano addio (Carosello, Cl 20561)
- 1990 : Tutto il coraggio che hai] (Carosello, CA 1; face B senza incisione)
- 1990 : Sogno Rosso
- 2004 : Non credere

### DVD
- 2007 : W Ivan (dvd+cd)

## Participations
- 1974 : Gian Pieretti, Cianfrusaglie
- 1976 : Lucio Battisti, Lucio Battisti, la batteria, il contrabbasso, eccetera
- 1976 : Antonello Venditti, Ullalla

## Filmographie
- 1970 - Terzo Canale - Avventura a Montecarlo, réalisé par Giulio Paradisi
- 1982 - Italian Boys, réalisé par Umberto Smaila
- 1982 - Arrivano i miei, réalisé par Nini Salerno

## Publication
- (it) Ivan Graziani, Arcipelago Chieti, présentation de Umberto Piersanti, Pescara, Tracce, 1988 - seconde édition 1990, 79 p.[17].

## Source de traduction
- (it) Cet article est partiellement ou en totalité issu de l’article de Wikipédia en italien intitulé « Ivan Graziani » (voir la liste des auteurs).